# Гавриленко, Ольга Владимировна
Ольга Владимировна Гавриленко (1926—2006) — птичница совхоза «Светлый путь» Первомайского района Алтайского края, Герой Социалистического Труда (22.03.1966).
Родилась в 1926 году в селе Родники Виноделенского района Ставропольского округа Северо-Кавказского края (сейчас Ипатовский район Ставропольского края). После окончания неполной средней школы работала в колхозе.
В июле 1941 г. эвакуировалась в Краснокамск Пермской области.
С 1959 года жила на Алтае, работала птичницей в совхозе «Светлый путь» Первомайского района.
Инициатор внедрения передовых приемов и методов ведения птицеводства. Первой получила за год 1 млн штук яиц, положив начало клубу птичниц-миллионщиц. За высокие достижения в работе присвоено звание Героя Социалистического Труда (22.03.1966).
В последующем — мастер-птицевод птицефабрики «Молодежная» Первомайского района. Награждена орденом Октябрьской революции (1972).
Член КПСС с 1962 года. Избиралась членом ЦК профсоюза работников сельского хозяйства, Алтайского краевого и Первомайского районного комитетов партии, депутатом краевого Совета.
Жила в пос. Первомайский.